# ЦСКА (футбольний клуб, Душанбе)
ЦСКА — колишній таджицький професіональний футбольний клуб з міста Душанбе.

## Попередні назви
- 1947—1949: «ОБО» (Окружний будинок офіцерів)
- 1950—1952: «БО» (Будинок офіцерів)
- 1954—1963: «БЧА» (Будинок Червоної Армії)
- 1964—1965: «Зірка»
- 2004—2006: «ЦСКА»

## Історія
Армійський футбольний клуб в Душанбе (Сталінабаді) заснований в 1947 році. У 1950 і 1951 роках, під назвами «Червона Армія» і «Будинок офіцерів» брав участь в ранніх стадіях  Кубка СРСР, до середини 1960-х брав участь в чемпіонаті і Кубку Таджицької РСР. Триразовий чемпіон (1963, 1964, 1965) і дворазовий володар Кубка (1951, 1963) Таджицької РСР.
У 1995-1996 роках у вищій лізі чемпіонату Таджикистану брав участь клуб СКА  Кумсангір (за іншими джерелами - СКА-Душанбе), проте його спадкоємність до подальшого ЦСКА не відома.
Клуб відроджений не пізніше 2004 року під назвою ЦСКА, в тому сезоні він був включений до вищої ліги Таджикистану. У своєму першому матчі ЦСКА зустрічався з ще одним новачком сезону, ФК «Дангара», і поступився з рахунком 0:1. У дебютному сезоні армійці посіли сьоме місце серед десяти учасників, вигравши 11 матчів, зігравши внічию чотири і програвши 21 матч.
У наступних сезонах ЦСКА виступав більш вдало, займаючи місця у верхній частині таблиці. У 2005 році армійський клуб став четвертим серед десяти учасників, відставши на шість очок від трійки призерів. В 2005 році в Кубку Таджикистану ЦСКА вийшов до півфіналу, де лише за правилом «гостьового гола» поступився «Вахшу». У 2006 році команда стала п'ятою з 12-ти в чемпіонаті, а в Кубку країни вилетіла в 1/16 фіналу, двічі крупно поступившись «Парвозу».
Перед початком сезону 2007 року ЦСКА об'єднався з земляками зі «СКА-Паміру», новий клуб отримав назву «ЦСКА-Памір».

## Досягнення
- Чемпіонат Таджицької РСР з футболу
  -  Чемпіон (3): 1963, 1964, 1965

- Кубок Таджицької РСР з футболу
  -  Володар (2): 1951, 1963

- Чемпіонат Таджикистану
  - 4-те місце (1): 2005

- Кубок Таджикистану
  - 1/2 фіналу (1): 2005

## Статистика виступів у національних турнірах
| Сезон | Ліга | Ліга  | Ліга | Ліга | Ліга | Ліга | Ліга | Ліга | Ліга | Кубок Таджикистану | Бомбардир | Бомбардир | Тренер |
| Сезон | Див. | Міс.  | Іг.  | В    | Н    | П    | ЗМ   | ПМ   | О    | Кубок Таджикистану | Ім'я      | В лізі    | Тренер |
| ----- | ---- | ----- | ---- | ---- | ---- | ---- | ---- | ---- | ---- | ------------------ | --------- | --------- | ------ |
| 1995  | 1-ий | 11-те | 28   | 10   | 4    | 14   | 41   | 48   | 34   |                    |           |           |        |
| 1996  | 1-ий | 11-те | 30   | 9    | 4    | 17   | 43   | 65   | 31   |                    |           |           |        |
| 2005  | 1-ий | 4-те  | 18   | 9    | 1    | 8    | 31   | 23   | 28   |                    |           |           |        |
| 2006  | 1-ий | 5-те  | 22   | 11   | 2    | 9    | 38   | 31   | 35   |                    |           |           |        |

## Відомі гравці
- Пірмурад Бурхонов
- Фарход Васиєв
- Мірзобок Мірзоєв
- Баходур Шаріпов
- Далер Шаріпов